# Нижние Бузули
Ни́жние Бузули́ — село в Свободненском районе Амурской области России. Административный центр Нижнебузулинского сельсовета.

## География
Село Нижние Бузули стоит на реке Бузулька, примерно в 2 км до впадения её слева в реку Большая Пёра.
Село Нижние Бузули расположено к северу от районного центра города Свободный, расстояние по автодороге Свободный — Углегорск (через Юхту и Дмитриевку) — 30 км.
От села Нижние Бузули на север идёт дорога к сёлам Чембары, Черновка и к станции Бузули, а на восток — к селу Новоострополь.

## История
Село основано в 1909 году переселенцами из западных регионов Российской империи. Изначально было названо Ольгино, в честь великой княгини Ольги Николаевны. В 1910 году село переименовано в Бузули, что на белорусского означает — одинокие люди.

## Население
| 2002  | 2010  | 2012 | 2013 | 2014 | 2015  | 2016  |
| ----- | ----- | ---- | ---- | ---- | ----- | ----- |
| 1026  | ↘920  | ↗953 | ↗970 | ↗996 | ↗1031 | ↘1010 |
| 2017  | 2018  |      |      |      |       |       |
| ↘1003 | ↘1000 |      |      |      |       |       |

По данным переписи 1926 года по Дальневосточному краю, в населённом пункте числилось 136 хозяйств и 623 жителя (324 мужчин и 299 женщин), из которых преобладающая национальность — украинцы (60 хозяйств).

## Улицы
| - ул. 60 лет Октября, - пер. Больничный, - ул. Бузулинская, - ул. Заречная, | - ул. Зелёная, - ул. Кольцевая, - ул. Кооперативная, - ул. Ленина, | - пер. Лесной, - ул. Луговая, - ул. Микрорайон, - ул. Набережная, | - ул. Новая, - ул. Переселенческая, - пер. Хуторской, - ул. Широкая. |